# Hawal
Der Hawal ist ein linker Zufluss des Gongola, des längsten Nebenflusses des Benue in Nigeria.

## Verlauf
Er hat seine Quelle im Biu-Plateau, etwa 40 km nordnordwestlich von Biu im Bundesstaat Yobe an der Grenze zu Borno. Er beschreibt einen weiten, nach Osten gerichteten Halbkreis. Anschließend verläuft er weiter in südwestliche Richtung. Der Hawal mündet im Drei-Länder-Eck Borno, Gombe und Adamawa in den Gongola.
Hawal und Gungeru sind die größten Nebenflüsse des Gongola.

## Wassertransfer
Es wurden Überlegungen angestellt, Wasser aus dem Hawal in den Ngadda zu leiten. Dieses sogenannte „Hawal Transfer Scheme“ sollen mit jährlich 300 Millionen m³ über einen 80 km langen Kanal den Wassermangel im Einzugsgebiet des Tschadsees helfen auszugleichen.